# Luís Sá Silva
Luís Jorge Sá Silva (ur. 23 sierpnia 1990 w Benguela) – angolski kierowca wyścigowy. Startuje pod flagą Makau.

## Życiorys
Luis karierę w wyścigach samochodów jednomiejscowych rozpoczął w roku 2006, debiutując w Międzynarodowej Formule Challenge. Zdobyte punkty sklasyfikowały go na 9. miejscu. W kolejnym sezonie kontynuował starty w tej serii (przekształconej jednak w Azjatycką Formułę Challenge). Angolczyk pomimo uzyskania niemal dwukrotnie większej ilości punktów, zmagania zakończył jednak dopiero na 14. pozycji. Trzeci rok startów, a zarazem drugi w zespole Champ Motorsports, okazał się bardzo udany dla da Silvy. Luis trzykrotnie stanął na podium, a w końcowej klasyfikacji uplasował na 4. lokacie.
W tym samym roku Angolczyk zaliczył także debiut w Formule Renault, a konkretnie w jego portugalsko zimowym cyklu (reprezentował niemiecką ekipę Motopark Academy). Na torze w Estoril Luis był jednak daleki od zdobyczy punktowej. Podobnie zakończył się dla niego start w azjatyckiej edycji Formuły BMW, w zespole Eurasia Motorsport.
W roku 2009 Luis ścigał się w Północnoeuropejskiej Formule Renault oraz Azjatyckiej Formule Renault Challenge. W pierwszej z nich (w ekipie Kreneka Motorsport) ani razu nie udało mu się zdobyć punktów. W drugiej z kolei sytuacja wyglądała zupełnie inaczej i Angolczyk walczył o tytuł mistrzowski w zespole Asia Racing Team. Ostatecznie po zaciętej rywalizacji mistrzostwo przegrał różnicą zaledwie pięciu punktów z Izraelczykiem Alonem Dayem.
W sezonie 2010 zaliczył pojedyncze występy w Austriackiej oraz Niemieckiej Formule 3, a także w Formule 3 Euroseries. Powodzeniu uległy jedynie starty w austriackiej edycji (w ekipie Sonangol Motopark), w której dwukrotnie zmieścił się w pierwszej trójce, z czego raz na najwyższym jego stopniu (dwukrotnie startował również z pole position oraz tyle samo razy uzyskał najszybszy czas okrążenia). Zdobyte punkty sklasyfikowały go na 9. miejscu.
W 2011 roku ponownie nawiązał współpracę z azjatycką stajnią, tym razem jednak w Chińskiej Formule Pilota. I tu należał do czołówki (czterokrotnie na podium, w tym dwa zwycięstwa), jednak zdobycie tytułu wicemistrzowskiego było dla niego zwycięstwem, bowiem większa część sezonu została zdominowana przez nastoletniego Mathéo Tuschera.
W sezonie 2012 Luis podpisał kontrakt z zespołem Team Racing Angola, na starty w Formule 3 Euroseries oraz Mistrzostwach Europy F3. W pierwszej z nich Luis sześciokrotnie zdobywał punkty, jedyny raz dojeżdżając w pierwszej dziesiątce podczas trzeciego wyścigu na torze Nürburgring, gdzie był siódmy. W przypadku ME F3 było to dwukrotne sięgnięcie po punkty, a siódma lokata została uzyskana w drugim starcie na wyżej wymienionym niemieckim torze. Ostatecznie zmagania zakończył odpowiednio na 14. i 13. miejscu w końcowej klasyfikacji. Angolczyk wystartował także w prestiżowych wyścigach Masters of Formuła 3 (osiemnasty) oraz Grand Prix Makau (brał udział w kolizji, ale został sklasyfikowany na dwudziestej trzeciej lokacie). Zaliczył również epizodyczny udział w Brytyjskiej Formule 3, jednak żadnego z wyścigów (na torze Norisring oraz Spa-Francorchamps) nie zakończył w punktowanej dziesiątce.
Na sezon 2013 Sa Silva nawiązał współpracę z renomowaną ekipą Carlin, na udział w Serii GP3. W żadnym z szesnastu wyścigów, w których wystartował, nie zdołał zdobyć punktów. Został sklasyfikowany na 23 pozycji w klasyfikacji końcowej.
W sezonie 2014 kontynuował współpracę z Carlinem w serii GP3. Wystartował łącznie w osiemnastu wyścigach, spośród których dwukrotnie zdobywał punkty - był ósmy w pierwszym wyścigu w Austrii i siódmy w drugim wyścigu we Włoszech. Uzbierał łącznie sześć punktów, które zapewniły mu dziewiętnaste miejsce w końcowej klasyfikacji kierowców. Wystartował także podczas rundy Auto GP na torze Autódromo do Estoril. W pierwszym wyścigu był siódmy, a w drugim stanął na drugim stopniu podium. Uzbierał łącznie 21 punktów. Dało mu to szesnaste miejsce w końcowej klasyfikacji kierowców.

## Wyniki

### GP3
| Legenda oznaczeń w tabelach wyników Wyświetl szablon na nowej stronie | Legenda oznaczeń w tabelach wyników Wyświetl szablon na nowej stronie                                                                     |
| Oznaczenie                                                            | Wyjaśnienie |
| --------------------------------------------------------------------- | --- |
| Złoty                                                                 | Zwycięzca lub mistrzostwo |
| Srebrny                                                               | 2. miejsce lub wicemistrzostwo |
| Brązowy                                                               | 3. miejsce lub II wicemistrzostwo |
| Zielony                                                               | Ukończył, punktował (w klasyfikacji generalnej, gdy zdobył co najmniej jeden punkt na przestrzeni sezonu, poza trzema powyższymi opcjami) |
| Niebieski                                                             | Ukończył, nie punktował (w klasyfikacji generalnej, gdy nie zdobył co najmniej jednego punktu na przestrzeni sezonu)                      |
| Czerwony                                                              | Nie zakwalifikował się (NZ) |
| Czerwony                                                              | Nie prekwalifikował się (NPK) |
| Różowy                                                                | Nie ukończył (NU) |
| Różowy                                                                | Niesklasyfikowany (NS) (w klasyfikacji generalnej, gdy nie został sklasyfikowany w żadnym wyścigu sezonu)                                 |
| Czarny                                                                | Zdyskwalifikowany (DK) |
| Czarny                                                                | Wykluczony (WYK/EX) |
| Biały                                                                 | Nie wystartował (NW) |
| Biały                                                                 | Kontuzjowany (K/INJ) |
| Biały                                                                 | Wyścig odwołany (OD/C) |
| Bez koloru                                                            | Został wycofany (WYC/WD) |
| Bez koloru                                                            | Nie przybył (NP/DNA) |
| Bez koloru                                                            | Nie brał udziału w treningach (NT/DNP) |
| Bez koloru                                                            | Nie został zgłoszony (–) |
| Pogrubienie                                                           | Start z pole position |
| Kursywa                                                               | Najszybsze okrążenie wyścigu |
| †                                                                     | Nie ukończył, ale jego rezultat został zaliczony ze względu na przejechanie więcej niż 90% dystansu wyścigu.                              |
| *                                                                     | Sezon w trakcie |
| 1/2/3                                                                 | Punktowana pozycja w sprincie kwalifikacyjnym                                                                                             |
| Lista systemów punktacji Formuły 1                                    | |

| Rok  | Zespół         | Wyniki w poszczególnych eliminacjach | Wyniki w poszczególnych eliminacjach | Wyniki w poszczególnych eliminacjach | Wyniki w poszczególnych eliminacjach | Wyniki w poszczególnych eliminacjach | Wyniki w poszczególnych eliminacjach | Wyniki w poszczególnych eliminacjach | Wyniki w poszczególnych eliminacjach | Wyniki w poszczególnych eliminacjach | Wyniki w poszczególnych eliminacjach | Wyniki w poszczególnych eliminacjach | Wyniki w poszczególnych eliminacjach | Wyniki w poszczególnych eliminacjach | Wyniki w poszczególnych eliminacjach | Wyniki w poszczególnych eliminacjach | Wyniki w poszczególnych eliminacjach | Wyniki w poszczególnych eliminacjach | Wyniki w poszczególnych eliminacjach | Punkty | Pozycja |
| ---- | -------------- | ------------------------------------ | ------------------------------------ | ------------------------------------ | ------------------------------------ | ------------------------------------ | ------------------------------------ | ------------------------------------ | ------------------------------------ | ------------------------------------ | ------------------------------------ | ------------------------------------ | ------------------------------------ | ------------------------------------ | ------------------------------------ | ------------------------------------ | ------------------------------------ | ------------------------------------ | ------------------------------------ | ------ | ------- |
| 2013 | ART Grand Prix | ESP                                  | ESP                                  | VAL                                  | VAL                                  | GBR                                  | GBR                                  | DEU                                  | DEU                                  | HUN                                  | HUN                                  | BEL                                  | BEL                                  | ITA                                  | ITA                                  | ARE                                  | ARE                                  |                                      |                                      | 0      | 23      |
| 2013 | ART Grand Prix | 13                                   | 12                                   | NU                                   | 22                                   | 17                                   | 12                                   | NU                                   | 22                                   | NU                                   | 22                                   | 12                                   | 21                                   | NU                                   | 19                                   | 18                                   | 17                                   |                                      |                                      | 0      | 23      |
| 2014 | Carlin         | ESP                                  | ESP                                  | AUT                                  | AUT                                  | GBR                                  | GBR                                  | DEU                                  | DEU                                  | HUN                                  | HUN                                  | BEL                                  | BEL                                  | ITA                                  | ITA                                  | RUS                                  | RUS                                  | ARE                                  | ARE                                  | 6      | 19      |
| 2014 | Carlin         | 16                                   | 10                                   | 8                                    | 22                                   | 18                                   | 9                                    | 17                                   | 10                                   | 17                                   | 18                                   | 16                                   | 23                                   | 14                                   | 7                                    | 17                                   | 15                                   | NU                                   | 17                                   | 6      | 19      |

### Podsumowanie
| Sezon | Seria                                         | Zespół             | Wyścigi | Zwycięstwa | PP | NO | Podium | Punkty | Pozycja |
| ----- | --------------------------------------------- | ------------------ | ------- | ---------- | -- | -- | ------ | ------ | ------- |
| 2007  | Azjatycka Formuła Renault                     | Champ Motorsports  | 12      | 0          | 0  | 0  | 1      | 64     | 14      |
| 2008  | Azjatycka Formuła Renault                     | Champ Motorsports  | 13      | 0          | 0  | 0  | 3      | 193    | 4       |
| 2009  | Azjatycka Formuła Renault                     | Asia Racing Team   | 12      | 6          | 2  | 4  | 7      | 287    | 2       |
| 2009  | Północnoeuropejski Puchar Formuły Renault 2.0 | Krenek Motorsport  | 14      | 0          | 0  | 0  | 0      | 44     | 21      |
| 2010  | Niemiecka Formuła 3                           | China Sonangol     | 5       | 0          | 0  | 0  | 0      | 0      | 19      |
| 2010  | Austriacka Formuła 3                          | Sonangol Motopark  | 4       | 1          | 2  | 3  | 2      | 35     | 9       |
| 2011  | Formula Pilota China                          | Asia Racing Team   | 12      | 2          | 0  | 0  | 3      | 124    | 2       |
| 2012  | Formuła 3 Euro Series                         | Angola Racing Team | 21      | 0          | 0  | 0  | 0      | 14     | 14      |
| 2012  | Grand Prix Makau                              | Angola Racing Team | 2       | 0          | 0  | 0  | 0      | N/A    | 23      |
| 2012  | Masters of Formula 3                          | Angola Racing Team | 1       | 0          | 0  | 0  | 0      | N/A    | 18      |
| 2012  | Brytyjska Formuła 3                           | Angola Racing Team | 5       | 0          | 0  | 0  | 0      | N/A    | NS†     |
| 2013  | Seria GP3                                     | Carlin             | 16      | 0          | 0  | 0  | 0      | 0      | 23      |
| 2014  | Seria GP3                                     | Carlin             | 18      | 0          | 0  | 0  | 0      | 6      | 19      |
| 2014  | Auto GP World Series                          | Zele Racing        | 2       | 0          | 0  | 0  | 1      | 21     | 16      |
| 2014  | Italian GT Championship - GT3                 | Sports & You       | 5       | 0          | 0  | 0  | 0      | 2      | 41      |

† - Sá Silva nie był zaliczany do klasyfikacji punktowej.